# Buangkok
Buangkok – stacja podziemna Mass Rapid Transit (MRT) na North East Line w Singapurze. Stacja znajduje się w Sengkang w pobliżu Hougang.